# Pedro Agramunt Font de Mora
Pedro Agramunt Font de Mora (castellà: Pedro Agramunt)  (València, 12 de setembre de 1951 - València, 25 de novembre de 2024) fou un polític valencià, diputat al Congrés dels Diputats i a les Corts Valencianes.

## Biografia
Llicenciat en dret i diplomat pel IESE de Barcelona, va treballar com a directiu d'empreses del sector tèxtil, abans de dedicar-se a la política havia ocupat la presidència de la Confederació Empresarial Valenciana (CEV), de la Confederació Interprovincial de la Regió Valenciana (CIERVAL) i de l'Associació Valenciana d'Empresaris.
Vocal del Comitè Executiu Nacional del Partit Popular (1989-1990); Vocal de la Comissió Permanent (1989-1993). President provincial del Partit Popular de València (1989-1993) i president del Partit Popular de la Comunitat Valenciana (1990-1993). A les eleccions a les Corts Valencianes de 1991 va ser candidat a la Presidència de la Generalitat Valenciana pel Partit Popular.
Va ser diputat per la província de València a les eleccions generals espanyoles de 1989, senador a les eleccions generals espanyoles de 1993, 1996, 2000, 2004, 2008 i 2011 i diputat a les eleccions a les Corts Valencianes de 1991 i eleccions a les Corts Valencianes de 1995.
Agramunt fou destituït com a president de l'assemblea parlamentària per confirmada corrupció amb relació a l'anomenada Diplomàcia del Caviar. El Consell d'Europa el tirà del càrrec de Presidència d'aquest consell el maig de 2018 per la seua presumpta implicació en un cas de frau electoral.

## Controvèrsia
Encara que tingué un perfil relativament baix als mitjans de comunicació no espanyols, fou el focus d'una controvèrsia significativa, ja que fou el ponent de l'Assemblea Parlamentària del Consell d'Europa sobre els presos polítics a l'Azerbaidjan. Els activistes pels drets humans han criticat Agramunt per la seva proximitat amb el règim de l'Azerbaidjan, i han posat en relleu que ha fet molt poc per denunciar les nombroses violacions dels drets humans. Leyla Yunus, un dels activistes pels drets humans de l'Azerbaitjan que havien criticat Agramunt al juny de 2014, ha estat arrestada des de llavors per càrrecs que Human Rights Watch ha titllat com a "farsa".
En 2013 el think tank Iniciativa d'Estabilitat Europea va demanar la dimissió d'Agramunt del seu càrrec de ponent, al·legant que havia encobert violacions sistemàtiques dels drets humans a l'Azerbaidjan.